# سلما (اورگن)
سلما (به انگلیسی: Selma) یک منطقهٔ مسکونی در ایالات متحده آمریکا است که در شهرستان جوزفین، اورگن واقع شده‌است. سلما ۶۵۶ نفر جمعیت دارد.